# 未来戦記
『未来戦記』（みらいせんき、原題：明日戰記、英題：Warriors of Future）は、2022年の香港のSF映画。監督はン・ヒンファイ。主演はルイス・クー、ラウ・チンワン、カリーナ・ラウ、チョン・カーファイ（ゲスト出演）、ツェ・クァンホー出演。日本ではNetflixにより2022年12月2日に公開された。

## あらすじ
2055年、汚染と温暖化で荒廃した不毛の地球にエイリアン群「パンドラ」をもたらした隕石が墜落。市民を守るため香港軍は植物の遺伝子地図を手に「パンドラ」の破壊を試みるが失敗、陰謀が明らかになる。

## キャスト
- テイラー - ルイス・クー
- ジョンソン・チェン - ラウ・チンワン
- ショーン・リー - チョン・カーファイ
- タム・ビン大佐 - カリーナ・ラウ
- スカンク - フィリップ・キョン（中国語版）
- チャン博士 - ツェ・クァンホー